# OSPF
Open Shortest Path First sau OSPF (RFC 2823), în traducere: „deschide întâi calea cea mai scurtă”,  este un protocol IP dinamic destinat rutării în interiorul unei rețele mari (guvernate de un singur gestionar) - sistem autonom (AS). Principial, OSPF este bazat pe caracteristicile conexiunilor dintre interfețe (engleză link-state routing protocol).
OSPF înlocuiește RIP ca protocol standard de interior (Interior Gateway Protocol - IGP) în special în rețele mari. Calitatea (metrica) legăturii între interfețele ruterelor — numită generic în cazul OSPF cost — se stabilește matematic având definitoriu criteriul lățimii de bandă.
Caracteristic pentru OSPF este baza de date cuprinzând linkurile spre routerele adiacente. Aceasta cuprinde o listă a tuturor routerelor conectate direct - constituind „miezul topologiei rețelei”. Pentru a menține actuală baza de date corespunzătoare topologiei este necesar un schimb permanent de informație între routere. Schimbul de informație se face prin intermediul pachetelor LSA (Link State Advertisments) care cuprind o procedură ierarhică de anunțare bazată pe prioritizarea routerelor din rețea, a interfețelor unui ruter și a rolului (activ sau backup) jucat de fiecare link.
Topologia rețelei conduce la definirea ruterelor după destinația lor în cadrul AS (cu precizarea că AS este de fapt format dintr-un WAN și mai multe LAN-uri interconectate prin acesta): ruter destinat conectării LAN la WAN-Area border router (ABR), ruter de transfer între AS-uri diferite Autonomous system boundary router (ASBR), ruter destinat traficului LAN - Internal router (IR), ruter destinat traficului WAN - Backbone router (BR)
Printre avantajele OSPF se numără: mecanismul de evitare a buclelor de trafic, acceptă VLSM precum și CIDR (Classless InterDomain Routing), se pretează la rețele mari, conceptul de arie (ierarhizarea) contribuie la controlul rapid al schimbărilor de topologie și rearanjarea rutelor în funcție de noile condiții.